# Зеноага (Олт)
Зеноага (рум. Zănoaga) — село у повіті Олт в Румунії. Входить до складу комуни Деняса.
Село розташоване на відстані 124 км на захід від Бухареста, 41 км на південний схід від Слатіни, 68 км на схід від Крайови.

## Населення
За даними перепису населення 2002 року у селі проживали 473 особи, з них 470 осіб (99,4%) румунів. Усі жителі села рідною мовою назвали румунську.